# Aragua (delstat)

Araguas läge i Venezuela

Araguas flagga

Aragua är en av Venezuelas delstater och är belägen i den norra delen av landet, med kust mot Karibiska havet. Den har 1 665 247 invånare (2007) på en landyta av 6 920 km². En stor del av befolkningen är koncentrerad runt Maracay, som är delstatens administrativa huvudort. 

## Administrativ indelning
Aragua är indelad i 18 kommuner, municipios, som vidare är indelade i 44 socknar, parroquias. 
Kommuner (med huvudorter inom parentes):
- Bolívar (San Mateo), Camatagua (Camatagua), Francisco Linares Alcántara (Santa Rita), Girardot (Maracay), José Angel Lamas (Santa Cruz), José Félix Ribas (La Victoria), José Rafael Revenga (El Consejo), Libertador (Palo Negro), Mario Briceño Iragorry (El Limón), Ocumare de La Costa de Oro (Ocumare de la Costa), San Casimiro (San Casimiro), San Sebastián (San Sebastián), Santiago Mariño (Turmero), Santos Michelena (Las Tejerías), Sucre (Cagua), Tovar (La Colonia Tovar), Urdaneta (Barbacoas), Zamora (Villa de Cura)